# Børn- og ungelæge
En børn- og ungelæge er en betegnelse Dansk Selskab for Børnesundhed har valgt at bruge.
Betegnelsen bruges om en af de arbejdsområder en kommunallæge har og blev tidligere kaldt skolelæge.

En børn- og ungelæge er ikke det samme som en børnelæge, der er en læge med speciale i pædiatri.